# Saint-Laurent (Cher)
Saint-Laurent é uma comuna francesa na região administrativa do Centro, no departamento de Cher. Estende-se por uma área de 38,72 km². Em 2010 a comuna tinha 517 habitantes (densidade: 13,4 hab./km²).